# Goethestraße 13 (Coburg)

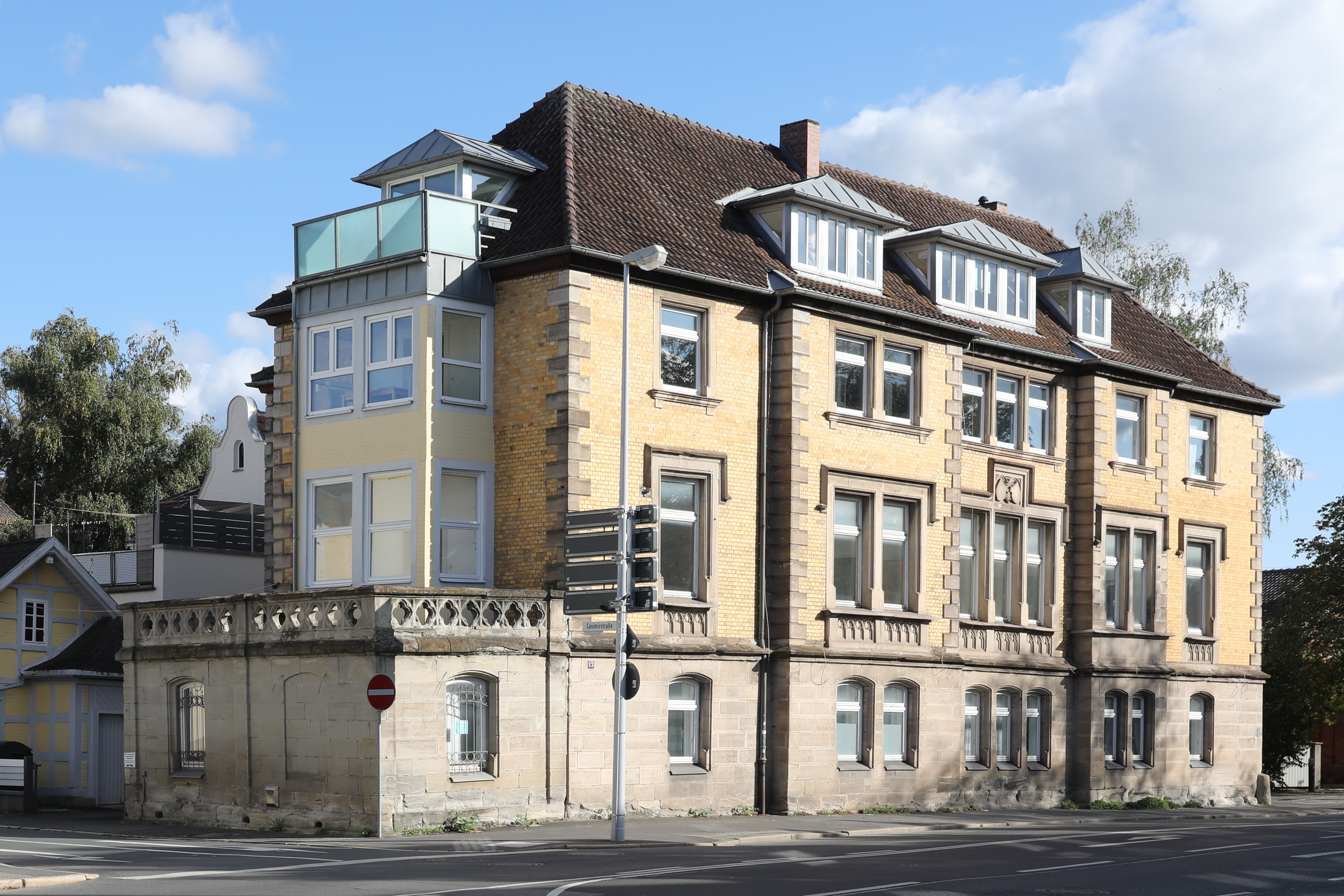
Wohnhaus Goethestraße 13 in Coburg

Das Wohnhaus Goethestraße 13 steht in der oberfränkischen Stadt Coburg. Der denkmalgeschützte, dreigeschossige Traufseithaus wurde 1874 im neugotischen Stil errichtet.

## Geschichte
Im Jahr 1872 erwarb der Baumeister Hermann Kühn von der Erbengemeinschaft des Webermeisters Johann Philipp König das Gartengrundstück und errichtete dort als Spekulationsobjekt ein Mietswohnhaus mit Nebengebäuden. 1878 kaufte der Obersiemauer Rittergutsbesitzer Carl von Stockmar das Anwesen von Kühn und veranlasste 1883 eine Erweiterung nach Süden und den Anbau einer Altane auf der Nordseite durch den Architekten Hans Rothbart. Im Jahr 1919 ließ der Holzhändler Albert Malter die Unterkellerung eines Raumes und eine Kellertreppe einbauen. Das Haus wurde zu Ende des Zweiten Weltkriegs im April 1945 schwer beschädigt und danach bis 1947 wieder vereinfacht aufgebaut. Das ursprüngliche Satteldach mit regelmäßig getreppten Hausgauben wurde durch ein Walmdach mit unregelmäßigen kleinen Gauben ersetzt. Umbauten im ersten Obergeschoss wurden 1991 durchgeführt. Von 2000 bis 2001 folgte der Ausbau des Dachgeschosses, unter anderem mit großen, modernen Gauben, und 2002–2003 der Umbau des Erdgeschosses. Anschließend wurde das städtische Gebäude bis 2023 als stationäres Pflegeheim einer privaten Seniorengemeinschaft genutzt.

## Architektur
Das zur Goethestraße traufständige Eckhaus steht zwischen der Casimirstraße und der Ahorner Straße. Rückseitig schließt sich mittig ein kurzer Flügel an. Der dreigeschossige Walmdachbau ist neugotisch gestaltet. Die Erdgeschossfassade besteht aus Sandstein und hat Segmentbogenfenster. Den oberen Abschluss bildet ein Wasserschlaggesims. Die Fassade der Obergeschosse ist in Ziegel mit Sandsteingliederungen ausgeführt. Die rechteckigen Fenster im ersten Obergeschoss verzieren winkelförmige Verdachungen und reliefierte Brüstungen. Die Fenster im zweiten Obergeschoss haben Konsolfensterbänke. Zwei Risalite und versetzte Eckquader an den Gebäudekanten gliedern vertikal die lange Straßenfront. In der Fassadenmitte befinden sich Dreiergruppen von Fenstern und im ersten Obergeschoss zwei Wappenschilde. Die Straßenfront zur Casimirstraße hat im Erdgeschoss eine Altane mit einer Maßwerkbrüstung, darüber ragt ein zweigeschossiger Erker mit einer Dachterrasse heraus.